# Eleições legislativas na República Checa em 1996
As eleições legislativas checas de 1996 foram realizadas entre os dias 31 de maio e 1 de junho para renovar a totalidade de assentos da Câmara dos Deputados da Chéquia. O governista Partido Democrático Cívico (ODS), partido do primeiro-ministro à época, Václav Klaus, obteve uma apertada vitória eleitoral por maioria simples contra o oposicionista Partido Social-Democrata Tcheco (ČSSD), obtendo 29.62% dos votos válidos contra 26.44% do partido comandado por Miloš Zeman.
Apesar disso, o ODS perdeu 8 assentos, enquanto que o ČSSD ganhou 45 assentos. Tal variação positiva no número de assentos de uma eleição para a outra foi a maior já registrada por um partido político desde o início do regime democrático na República Checa no início da década de 1990, o que consolidou o ČSSD como uma força política relevante a nível nacional no país.

## Resultados eleitorais
| Partido                           | Partido                                                 | Votos     | %     | Cadeiras | +/– |
| --------------------------------- | ------------------------------------------------------- | --------- | ----- | -------- | --- |
|                                   | Partido Democrático Cívico                              | 1 794 560 | 29.62 | 68       | 8   |
|                                   | Partido Social-Democrata Tcheco                         | 1 602 250 | 26.44 | 61       | 45  |
|                                   | Partido Comunista da Boêmia e Morávia                   | 626 136   | 10.33 | 22       | 13  |
|                                   | União Cristã e Democrata - Partido Popular Checoslovaco | 489 349   | 8.08  | 18       | 3   |
|                                   | Partido Republicano da Checoslováquia                   | 485 072   | 8.01  | 18       | 4   |
|                                   | Aliança Cívica Democrática                              | 385 369   | 6.36  | 13       | 1   |
|                                   | Demais partidos políticos                               | 676 479   | 11.16 | 0        | 0   |
| Total de votos válidos            | Total de votos válidos                                  | 6 059 215 | 99.39 | –        | –   |
| Votos inválidos (brancos e nulos) | Votos inválidos (brancos e nulos)                       | 37 189    | 0.61  | –        | –   |
| Total de votos registrados        | Total de votos registrados                              | 6 096 404 | 100   | –        | –   |
| Eleitorado apto a votar           | Eleitorado apto a votar                                 | 7 990 770 | 76.29 | –        | –   |